# La geometria
La geometria (La Géométrie) è un'opera pubblicata da René Descartes nel 1637 come una delle tre appendici al Discorso sul metodo. Le altre due erano La diottrica (La Dioptrique) e Le meteore (Les Météores). Descartes ha esplicitamente chiarito che i tre saggi (appendici), a cui il Discorso faceva da introduzione, erano esempi di applicazione del metodo: "Ed ho pensato che mi era facile scegliere qualche materia che, senza essere soggetta a molte controversie e senza obbligarmi a dichiarare i miei principi più di quanto non voglia, non mancasse dal mostrare assai chiaramente ciò che io posso, o non posso, nelle scienze. Non saprei dire se vi sono riuscito e non voglio prevenire il giudizio di nessuno parlando io stesso dei miei scritti; ma sarei ben contento che li si esaminasse e, affinché se ne abbia maggiore occasione, supplico quanti avranno obiezioni da avanzare di prendersi il disturbo di inviarle al mio libraio" (AT VI 75).

## Descrizione
L'opera in particolare discusse la rappresentazione di un punto di un piano mediante una coppia di numeri reali e la rappresentazione di curva per mezzo di un'equazione. In tal modo i problemi geometrici possono venire tradotti in problemi algebrici e risolti con le regole dell'algebra. In effetti La Géométrie ebbe grande influenza sullo sviluppo del sistema di coordinate cartesiane.
Spesso “La Géométrie” viene vista unicamente come applicazione dell'algebra alla geometria, ma lo scopo del suo metodo era duplice: da un lato, di liberare la geometria dal ricorso alle figure, di evitare la dipendenza dalle differenze inessenziali tra figura e figura per raggiungere risultati di più ampia generalità; dall'altro di dare un significato alle operazioni algebriche per mezzo di un'interpretazione geometrica.
Il saggio si presenta con una struttura non unitaria e poco omogenea, ma il suo contenuto, nel suo insieme, sia per le soluzioni proposte che per il linguaggio adottato, è di certo il più avanzato e moderno della prima metà del Seicento.
Il formalismo algebrico utilizzato è molto simile a quello odierno; in particolare si ha l'uso cartesiano delle prime lettere dell'alfabeto per indicare i parametri e delle ultime per indicare le incognite. Tuttavia, mentre noi concepiamo i parametri e le incognite come numeri, Descartes dava loro un'interpretazione in termini di segmenti.
La Géométrie è divisa in tre libri:
I.	I problemi che si possono costruire solo con cerchi e linee rette
II.	Sulla natura delle linee curve
III.	La costruzione dei problemi solidi o più che solidi.
Nel I libro, Descartes, dopo aver posto le basi del metodo delle coordinate e aver dato un'interpretazione delle operazioni algebriche in termini di segmenti, fornisce dettagliate istruzioni sul modo di risolvere equazioni di secondo grado per via geometrica, dando una interpretazione in tal senso anche per la loro soluzione. Enuncia il problema di Pappo che nessuno nell'antichità era stato in grado di risolvere compiutamente e ne inizia la soluzione.
Il II libro è forse quello che contiene i risultati più importanti e più vicini alla concezione moderna della geometria analitica. Descartes espone la scoperta che le equazioni indeterminate in due incognite corrispondono a luoghi geometrici. Distingue con cura le “curve geometriche”, che possono essere rappresentate da equazioni algebriche, come le coniche, la cissoide e la concoide, dalle “curve meccaniche”, come la spirale e la quadratrice che non possono rappresentarsi con tale tipo di equazioni e che oggi sono dette trascendenti. Trova la soluzione al problema di Pappo con 4 rette arrivando a scrivere l'equazione generale di una conica passante per l'origine e specificando le condizioni cui devono soddisfare i coefficienti affinché la conica sia una retta, una parabola, un'ellisse o un'iperbole; inoltre analizza il caso più semplice del problema di Pappo con 5 rette.
Fra i risultati più importanti ottenuti da Descartes e contenuti nel II libro dell'opera, merita una particolare menzione la determinazione generale della normale ad una qualsiasi curva algebrica piana in un suo generico punto e la conseguente determinazione della tangente. Per trovare la normale ad una curva algebrica in un determinato punto P di una curva algebrica, Descartes dice di prendere un punto variabile P' sulla curva stessa e di determinare l'equazione della circonferenza avente per centro la coordinata sull'asse delle ascisse del punto  e passante per i punti P e P'. Ora,  annullando il discriminante dell'equazione che determina l'intersezione della circonferenza con la curva, si trova il centro della circonferenza per il quale P' coincide con P. Trovato il centro, si trovano poi agevolmente la normale e la tangente alla curva nel punto considerato. 
Il II libro potrebbe concludersi con questa trattazione che mostra il procedimento generale di Descartes per la costruzione di tutti i problemi: intersezione di una circonferenza e una retta per i problemi piani, di una circonferenza e una parabola per i problemi che nel suo linguaggio sono detti solidi, di una circonferenza e di una curva di grado maggiore e così di seguito. L'autore invece, in omaggio all'orientamento preminentemente utilitaristico e tecnico del suo sapere,  preferisce concludere il libro con la trattazione sugli ovali, ossia sulle forme che devono assumere i corpi trasparenti per essere utili al miglioramento della vista.
Il III libro tratta della soluzione delle equazioni di grado superiore al secondo mediante intersezioni di curve. Descartes, partendo dal presupposto che bisogna sapere se l'equazione sia riducibile o meno, insegna come passare da un grado superiore a uno inferiore dell'equazione quando sia nota una radice e che possono darsi tante radici positive quante sono le variazioni di segno nel primo membro e tante negative quante volte i segni + e – si susseguono (regola dei segni di Cartesio). Dà pure alcune regole che riguardano l'eliminazione nell'equazione del secondo termine o la reintroduzione di un termine mancante. Posto ciò, affronta i problemi le cui soluzioni dipendono da equazioni di terzo grado e oltre; per questo, prima si sofferma sulla soluzione delle equazioni di terzo grado e subito dopo su quelle di quarto grado, che risolve riducendone il grado, o altrimenti applicando il metodo dei coefficienti indeterminati che gli consente di ridurre equazioni di quarto grado ad un prodotto di equazioni di secondo grado. A causa di un'affrettata generalizzazione, Descartes fu indotto a pensare di aver trovato  erroneamente la soluzione di equazioni superiori al quarto.
La Géométrie, pur essendo dedicata interamente alla interazione tra algebra e geometria, è ben lontana dalla geometria analitica in uso oggi. Descartes non fa un uso sistematico di coordinate ortogonali, ma spesso utilizza coordinate oblique; inoltre non fa uso di ascisse negative e non presenta nessuna curva tracciata direttamente a partire dalla sua equazione.
Descartes non fece molto per rendere leggibile l'opera ai suoi contemporanei, sia per la struttura scelta che per i simboli e i calcoli utilizzati; egli era talmente sicuro dell'efficacia del proprio metodo, da scrivere che non si sofferma a «spiegare minutamente» tutte le questioni, solo per lasciare ai posteri la soddisfazione di «apprenderle da sé». Continua poi scrivendo «Ed io spero che i nostri nipoti mi saranno grati, non solo delle cose che io ho spiegato, ma anche di quelle che volontariamente ho omesso, allo scopo di lasciar loro il piacere di inventarle».
Si tratta di una oscurità voluta, perché legata ad impostazioni che si ritrovano in tutti gli scritti cartesiani, Discorso compreso; tuttavia questo non toglie a Descartes il grande merito di aver avvicinato due scienze, aritmetica (algebra) e geometria, che un'antica  e solida tradizione, fondata su Aristotele, aveva sempre tenuto separate.